# Île Seguin
Île Seguin – wyspa na Sekwanie, która mieści się granicach administracyjnych Boulogne-Billancourt, w przylegającym od zachodu do Paryża departamencie Hauts-de-Seine. 
Wyspa ma powierzchnię 11,5 ha. Znajduje się między miastami Meudon oraz Sèvres na lewym brzegu Sekwany, a Boulogne-Billancourt na prawym brzegu, poniżej innej wyspy na Sekwanie: Île Saint-Germain.
W 1919 tereny na wyspie zostały częściowo zakupione przez Louisa Renault. Początkowo ich przeznaczeniem były tereny zielone i ogródki dla pracowników fabryki Renault. Już w 1923 powstały pierwsze plany fabryki na Île Seguin. W latach 1929–1930 wybudowano tam fabrykę samochodów Renault, którą rozbudowano w 1934. Działająca do 1992 fabryka zajmowała niemal całą powierzchnię wyspy. W latach 30. ze względu na ciężkie warunki pracy w prasie o tendencji socjalistycznej miejsce było nazywane "diabelską wyspą" (Île du Diable). Budynki fabryczne zostały wyburzone w latach 2004–2005. Od tego czasu wyspa jest ponownie zagospodarowywana.

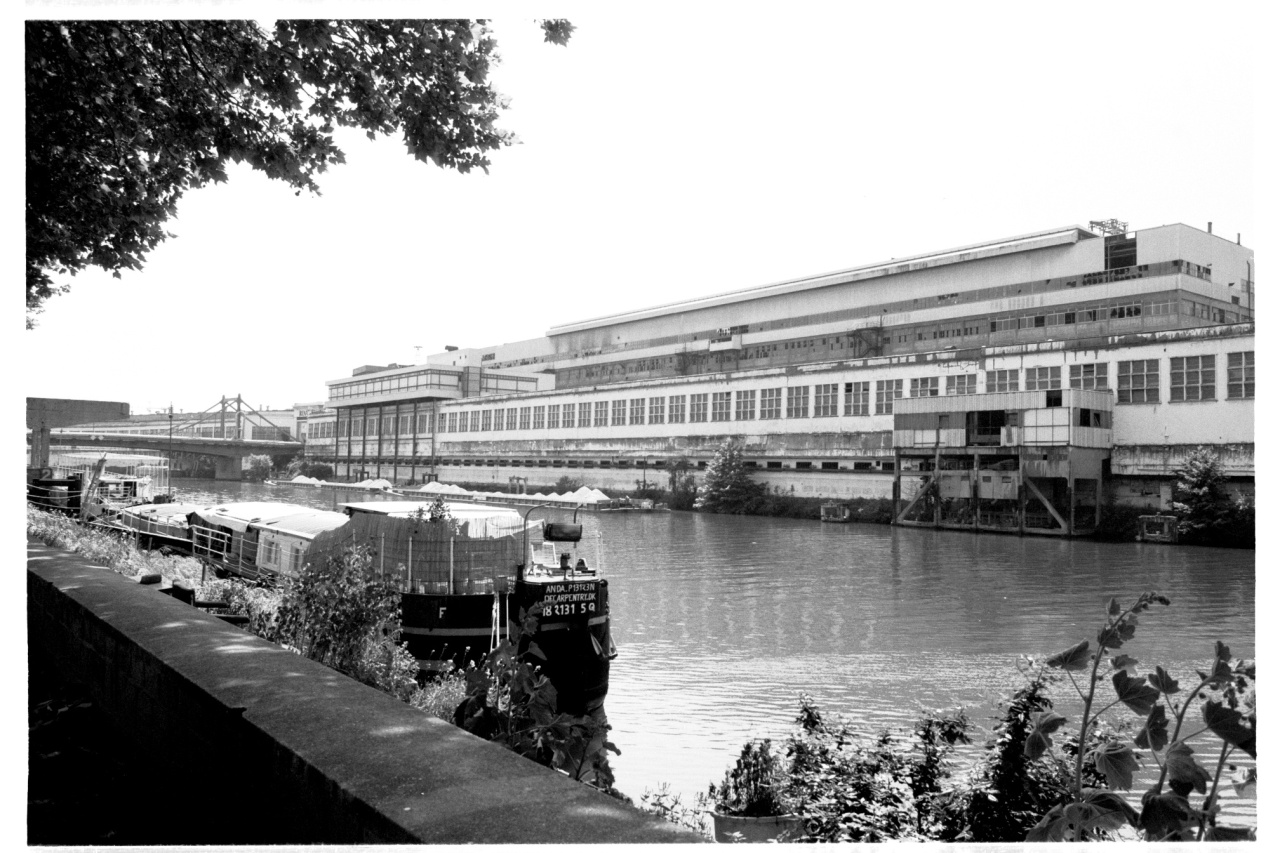
Dawna fabryka Renault

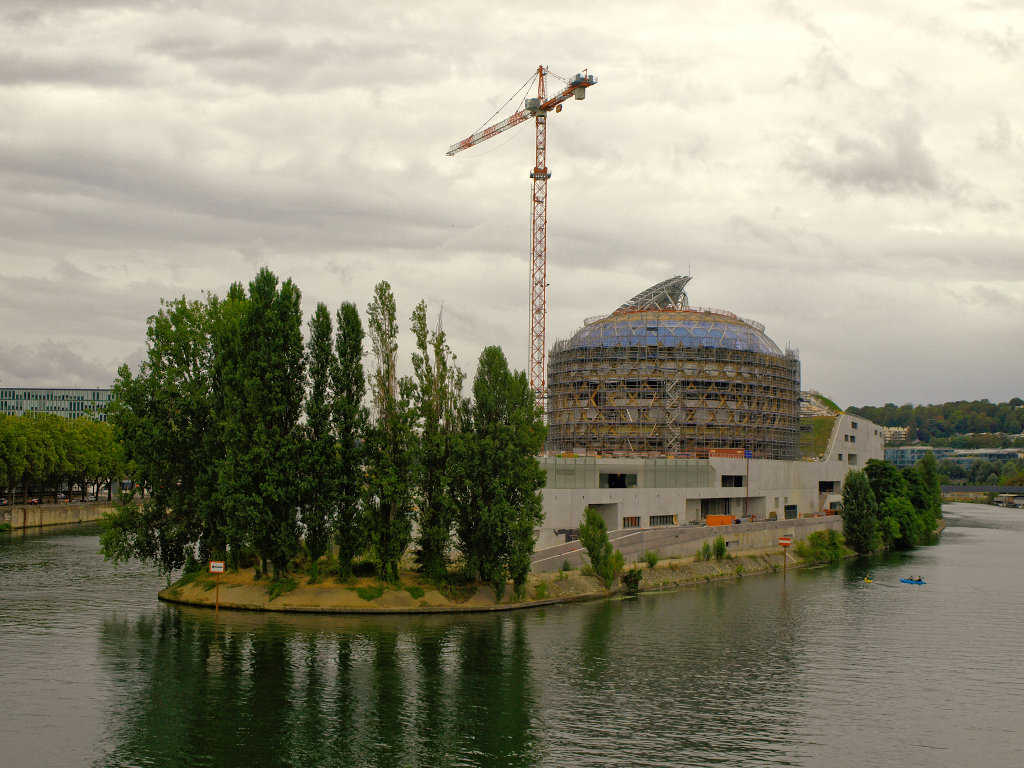
Budowa La Seine Musicale (wrzesień 2016)

Zgodnie z projektem odsłonionym w czerwcu 2010 i zatwierdzonym przez mieszkańców Boulogne-Billancourt w głosowaniu w grudniu 2012, 255 000 m² ma zostać zabudowane, natomiast na 12 000 m² przeznaczono na ogród publiczny. Projekt zagospodarowania wyspy przygotował architekt Jean Nouvel, który zaproponował umiejscowienie na przeciwległych na krańcach wyspy centrum muzycznego i centrum sztuki.
21 kwietnia 2017 na zachodnim krańcu wyspy koncertem Boba Dylana zainaugurowano kompleks muzyczny La Seine Musicale, zaprojektowany przez grupę architektoniczną Shigeru Ban/Jean de Gastines.